# 한온시스템
한온시스템(Hanon Systems Co., Ltd.)은 자동차용 열 관리 시스템을 제조하는 코스피 상장 기업이다. 주력 제품인 공조 시스템과 함께 이를 포괄하는 차량용 열 관리 시스템 전체의 사업영역을 영위하고 있다. 외국인 주주의 지분율은 16.57%이다.

## 사업
공조 및 열 관리 부품 제조 기업으로는 대한민국에서 52%의 시장 점유율로 1위이며 세계 시장 점유율은 2위를 점하는 회사이다. 매출 구성은 한국 42%, 유럽 43%, 중국 20%, 북미 18%, 기타 10%, 내부 거래 및 연결조정 -33%으로 이루어진다.
2021년 기준으로 시가총액 10조 가량의 대기업이지만 OEM 방식으로 생산하기 때문에 일반인들에게는 이름이 잘 알려져 있지 않다.

## 역사
1986년 3월 11일에 미국의 포드 자동차 회사와 현재 만도의 전신인 만도기계가 합작으로 출범한 이래 2014년까지는 1999년 포드자동차에서 분리된 미국의 비스테온(Visteon)이 대주주로 있었다. 한라비스테온공조는 2014년 12월 사모펀드인 한앤컴퍼니와 한국타이어에 매각되었고 2015년에는 사명 또한 한온시스템으로 변경되었다. 2024년 한앤컴퍼니가 한국타이어앤테크놀로지에 매각하였다

## 전망
- 한온시스템은 6~7조의 매출과 4천억대의 영업이익을 내고 있다. 최근 자동차 시장의 급격한 전동화 추세에 따라 공조/열관리 시스템 시장은 급격히 성장할 것으로 예상되며 이러한 트렌드의 최대 수혜주로 손꼽히고 있다.[4] 실적과 주가는 여타 자동차 부품 회사들과 마찬가지로 환율에 크게 좌우된다. 2015년 지속되는 엔저로 인해 주가가 많이 하락했으나, 같은 해 미국에서 금리인상이 예고되며 7월경 달러화 강세가 시작되자 주가가 강세를 보이기 시작했다.
- 2025년 한국앤컴퍼니로 편입된 후 사모펀드의 경영 하 과도한 배당으로 훼손된 재무건전성을 회복하기 위해 배당을 중단하였다.[5]

## 같이 보기
- 대한민국의 자동차 산업